# نظریه عدالت
نظریهٔ عدالت (به انگلیسی: A Theory of Justice) یا نظریه‌ای در باب عدالت، اثری در فلسفه سیاسی و اخلاق است که در سال ۱۹۷۱ توسط جان رالز نوشته شده‌است. نویسنده در این اثر به مسئلهٔ عدالت توزیعی (توزیع عادلانه کالاها در جامعه) می‌پردازد. این نظریه، شکلی به‌روزشده از فلسفه کانتی و شکلی متفاوت از نظریهٔ سنتی قرارداد اجتماعی را به کار می‌بندد.
حاصل این نظریه تا کنون چندین بار به چالش کشیده و تصحیح شده‌است. یک بازبینی چشمگیر این نظریه، در قالب مقالهٔ «عدالت به مثابهٔ انصاف» در سال ۱۹۸۵ منتشر شد و سپس در کتابی به همین نام به چاپ رسید که رالز در آن، دو اصل مرکزی مبحث عدالت را بیشتر بررسی کرد. این دو اصل، همراه با یکدیگر مقرر می‌دارند که جامعه باید به نحوی ساختاربندی شود که بیشترین میزان ممکن از عدالت به اعضای جامعه داده شود، و تنها عامل محدودکننده آزادی هر فرد این است که ناقض آزادی هیچ‌یک از اعضای دیگر جامعه نباشد.